# خاطرات بانو هه‌گیونگ
خاطرات بانو هه‌گیونگ (کره‌ای: 한중록; هانجا: 閑中錄) یک دست‌نوشتۀ خودزندگی‌نامه‌ای است که توسط بانو هه‌گیونگ چوسان (۶ اوت ۱۷۳۵ - ۱۳ ژانویه ۱۸۱۶) نوشته شده است و جزئیات زندگی او را در طول سال‌هایی که در قصر چانگ‌یونگ بود، نشان می‌دهد. خاطرات بانو هه‌گیونگ که با عنوان سوابق نوشته شده در سکوت (کره‌ای: Hanjungnok) نیز ترجمه شده، مجموعه‌ای از چهار قطعۀ زندگی‌نامه است که در دوره ده ساله ۱۷۹۵ تا ۱۸۰۵ نوشته شده است که زندگی او را قبل و بعد از انتخاب شدن برای ازدواج با ولیعهد سادو به تصویر می‌کشد.
این خاطرات گرفتاری ولیعهد سادو به جنون تا زمان اعدام او به دستور پدرش، پادشاه یونگ‌جو را به تصویر می‌کشد. اگرچه توصیف‌های او از جنون و اعدام شوهرش شناخته‌شده‌ترین بخش کار او است، اما هر یک از این چهار قطعه بر جنبه متفاوتی از زندگی او متمرکز شده و هدف سیاسی متفاوتی دارد. خاطرات او منبع اصلی برای شناخت تاریخ آن دوره و همچنین بخشی از مجموعه آثار زنانه چوسان است.